# 항불안제
항불안제 (抗不安劑, anxiolytic, antianxiety agent)는 불안을 줄여주는 약이다. "불안용해제" 또는 "정온제", "완화정신불안제(minor tranqui(l)izer)"라고도 한다. 신경증과 심신증 등에서 나타나는 불안과, 긴장, 초조 등의 증상을 완화시키는 용도로 사용한다.
가장 널리 알려진 항불안제 약물은 벤조디아제핀(benzodiazepine)이 있는데 벤조디아제핀 계의 약물로 디아제팜(diazepam)·클로로디아아제폭시드(chlorodiazepoxide)·알프라졸람(Alprazolam)이 있다.
이 외의 항불안제로 옥사제팜(oxazepam)·프라제팜(prazepam)·로라제팜(lorazepam)·헬라제팜(helazepam)·클로나제팜(clonazepam) 등이 있다.

## 부작용
항불안제를 복용하면 졸리거나 머리가 멍해지는 부작용이 있을 수 있다. 점차 부작용이 사라지는 경우도 있는 것으로 언급된 바 있다.